# カリン・ピーター・ネッツァー
カリン・ピーター・ネッツァー（Călin Peter Netzer, ルーマニア語発音: [kəˈlin ˈpetər ˈnet͡sər]; 1975年5月1日 - ）は、ルーマニアの映画監督である。ペトロシャニ出身。

## 来歴
2003年に『Maria』で長編映画監督デビューを果たし、ロカルノ国際映画祭の審査員特別賞など多数の賞を獲得した。
2013年2月、長編監督3作目『私の、息子』が第63回ベルリン国際映画祭のコンペティション部門で上映され、最高賞である金熊賞を受賞した。

## フィルモグラフィ
- Zapada mieilor (1998) 短編映画、監督
- Maria (2003) 監督・脚本
- Medalia de onoare (2009) 監督
- 私の、息子 Pozitia copilului (2013) 監督・脚本・製作
- アナ、モナムール Ana, mon amour (2017) 監督・脚本・製作